# ゲーリー製鉄所

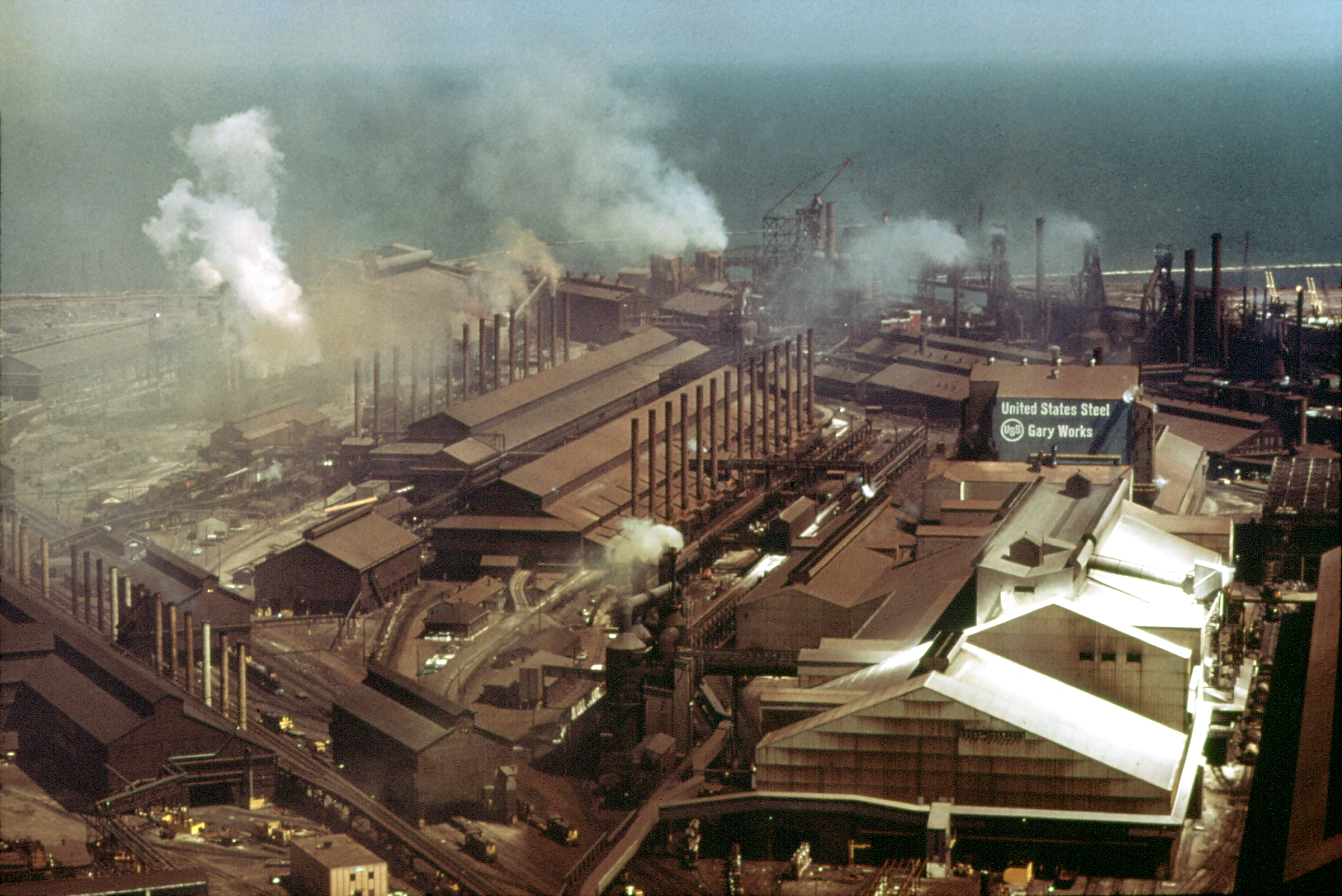
ゲーリー製鉄所（1973年撮影）

ゲーリー製鉄所（げーりーせいてつじょ、英語: Gary Steel Works）はアメリカ合衆国インディアナ州ゲーリーにあるU.S.スチールの最大の製鉄所である。

## 歴史
ゲーリー製鉄所の地にU.S.スチールによって製鉄所の建設がされたのは1906年から1908年にかけてで、その後製鉄所の名称も発展した町の名称もゲーリーとなったのも、この製鉄所建設の中心になった法律家・実業家エルバート・ゲーリー（Elbert Henry Gary）にちなむ。1908年6月に初めて鉄鉱石が運びこまれて、操業を開始した。
この場所はインディアナ州の北西隅のミシガン湖に面しており、米国中西部の大都市シカゴにも近く、水運にも陸運にも便利である。メサビ鉄山はミシガン湖・スペリオル湖を通してアクセスできる。

ゲーリー製鉄所のパノラマ写真（1912年）

ゲーリー工場には1919年の労働争議（Steel strike of 1919）があって、ストライキ側と外部から来たストライキ破りとの間で工場前の大騒乱となり、インディアナ州知事が戒厳令を敷いて、その後軍隊4000人が投入されて事態がやっと収拾されている。
1970年代までは労働者を3万人抱えていたが、1960年代以降の海外からの鉄鋼の輸入の影響で、1990年には5千人に減っている。
1980年代にピッツバーグのモンバレー製鉄所の諸工場（ホームステッド製鉄所など）が廃止ないし縮小されたので、現在ゲーリー工場はU.S.スチールの最大の製鉄所である。高炉が4基あり、底吹き転炉が3基、上吹き転炉が3基がある。一貫製鉄所として熱延工場、冷延工場などの諸工場を持ち、ほぼあらゆる鉄鋼製品を作っている。

## 交通
- ゲーリー・シカゴ国際空港
- 州間高速道路90号線 & 州間高速道路80号線
- ユニオン駅 (インディアナ州ゲーリー)（en:Union Station (Gary, Indiana)）

## 参照項目
- U.S.スチール
- 米国鉄鋼ストライキ (1919年)（Steel strike of 1919）